# Дах (театр)
Центр Сучасного Мистецтва «ДАХ» — незалежний театр в місті Києві. Центр створення музичного етно-гурту ДахаБраха, фрік-кабаре Dakh Daughters, театр поезії DakhTrio, формація сучасної академічної музики NovaOpera, соціальний рейв гурту ЦеШо. 
Керівник — Владислав Троїцький.

## Загальна інформація
Театр «Дах» розташований у Голосіївському районі на Либідській площі в районі станції метро «Либідська». Театральне приміщення розташовується на першому поверсі багатоповерхового будинку.
У театрі ставляться вистави російською та українською мовами.
«ДАХ» дав початок таким музичним гуртам як ДахаБраха, Dakh Daughters та «ЦеШо». Також на його базі виник фестиваль ГогольFest. Проєкти мистецького центру та його засновника Владислава Троїцького відомі поєднанням різних форм мистецького вираження: театру, музики, перформансів, лекцій та майстер-класів.
Своїм стратегічним завданням «ДАХ» називає «активну взаємодію із державними й комерційними художньо-освітніми структурами з метою змінити культурну ситуацію, яка склалась в Україні, у бік більшої відкритості до творчого діалогу, експерименту, до розвитку нових форм театральної організації, а саме — створення поліфункціональних відкритих площин сучасного мистецтва, інноваційних систем театральної освіти, повноцінної видавничої бази театру тощо».

## Історія
Центр Сучасного Мистецтва «ДАХ» відкрито 12 листопада 1994 року. Його засновник — Владислав Троїцький — спочатку взагалі не пов'язував себе із театром. Коли йому було 11 років, він переїхав із батьками до України з Улан-Уде (Бурятія, Росія). У 1987-му майбутній засновник одного з найвідоміших театрів України закінчив Київський політехнічний інститут (радіотехнічний факультет). Пізніше, у 1990-му, аспірантуру при ньому. Приблизно у цей же час, з огляду на обставини, Троїцький розпочав власний бізнес — кілька технологічних компаній, основою для яких стали його власні напрацювання. Кошти з бізнесу він вклав у театр.

Про свою юність сам режисер каже: захопився театром не відразу. Пояснює, що у театрах, у які ходив до 20-ти років ніколи не відчував цілісності дійства. Однак, у певний момент усе змінилося: 
— А потім пішов учитись танцювати брейк-данс і випадково потрапив у театральну студію. І керівник цієї студії відкрив мені можливості іншого театру. Такого, як театр Ґротовського, Васільєва, Стурова… І це стало моєю ініціацією: я одразу почав ставити вистави. Тоді я ще фактично нічого не вмів, але можливість з нічого швидко створити інший світ — заворожує. Це і наука, і мистецтво, і бізнес. Але трохи повільніший. 
Театр розташувався на першому поверсі звичайного багатоповерхового житлового будинку на Либідській. Раніше у цьому приміщенні була мала сцена ТЮГу (Театру юного глядача). Приватизувати приміщення вдалося не відразу. Спершу ТЮГ з нього виїхав і забрав із собою все — навіть розетки. Тож тоді, у 90-х, в приміщенні театру зробили ремонт, який Влад вважає певною історичною спадщиною і духом цього театру. Відновлювати приміщення допомагала родина, заради цього майбутній режисер навіть заліз у борги.

Під час навчання на радіотехнічному факультеті КПІ Владислав познайомився із драматургом та режисером КЛІМом (Володимир Клименко). Клименко став одним із тих, кого Троїцький першими запросив працювати у новоствореному театрі. Ставити вистави тут разом вони почали у 1999-му. 
— Ми поїхали в Москву, а там КЛІМ і Юрко Яценко тоді працювали з Анатолієм Васильєвим. І ми якесь своє мистецтво показували в підвалі у КЛІМа. Тоді ще і Олег Скрипка був у нашій компанії. Ми з ним просто в одній кімнаті в гуртожитку жили в капеЯх (Київський політехнічний інститут — ред.). Я у нього на підтанцьовках у «ВВ» (гурт «Воплі Відоплясова». — ред.) був.
Владислав Троїцький свій театр називав «готелем мистецтв», своєрідним відкритим майданчиком на ім'я «ДАХ». Символом майданчика став равлик, що «повзе схилами Фудзі», «тихо до самої вершини, — вона і стала не лише символом, але й образом принципів, закладених у суть цього шансу, подарованого долею, образом духовних принципів, закладених у мою свідомість в далекому дитинстві буддистською Бурятією», — говорить Троїцький.

Спочатку у нвоствореній культурній установі проводили виставки, концерти, ставили спектаклі. Однак згодом Троїцький зрозумів, що потребує продовжувати навчання:
— Щоби вирости до нормального режисера, треба зрозуміти контекст світу, театральної мови. Це неможливо отримати, коли просто дивишся чужі вистави.

Ти бачиш тільки результат і не розумієш, як іде процес, як вибудовуються стосунки з акторами. Тоді ми запросили Володимира Оглобліна, щоби він був у нас майстром. Я переконаний, що вчитися можна тільки на реальних виставах, що треба відразу працювати, а не якось там вчитися плавати, а вже потім налити води в басейн.
Тому першим режисером театру «ДАХ» став Володимир Оглоблін (1915—2005). На момент початку роботи в театрі йому було уже 80 років. Тому «ДАХу» з любов'ю називали його «Дідом». Тут видатний режисер, а чиєму рахунку були як вистави, що стали історією українського театру («Король Лір», для прикладу), так і 26 заборонених за радянських часів постановок, пропрацював до кінця свого життя. Сам Оглоблін згадував роботу в «ДАХ» як найцікавіший та найпродуктивніший період свого життя.
У 2002-му Троїцький закінчив також Російську Академію Театрального Мистецтва (в минулому — «ГИТИС»), режисерсько-акторський факультет, курс Б. Юхананова.
Водночас Троїцький починає формуватися як режисер, експериментувати, поєднувати різні стилі та напрямки, які сьогодні визначають його авторську подачу.
У 1994 році провів фестиваль «Школа». Його він назвав праобразом «Гогольфесту» через поєднання театру, кіно, лекцій, майстер-класів та виставок. На думку Троїцького, простір мистецтва мав бути універсальним. Пізніше Троїцький почав запрошувати до театру найкращих режисерів України та Росії для спільної роботи над виставами. До бази Оглобліна долучалися школи театру тексту Ігоря Лисова, інтелектуальної буфонади Валерія Більченка, містерії Бориса Юхананова, нульового ритуалу KLIMa (Володимира Клименка).
Одним із перших фестивалів, який організував театр, стала «Фестиваль школа» «ДАХ» (1997), яка пройшла у Києві.
У 2001 році Троїцький почав працювати із фольклором. Він запросив фольклорний ансамбль «Древо» для роботи над фольк-оперою («ФОпера», як називав її режисер) «Кам'яне коло». Того ж року спільно з гуртом «Божичі» Троїцький поставив «У пошуках втраченого часу» за Марселем Прустом, яку театр представляв на Віденському фестивалі (що є однією з головних театральних подій світу).Однак усі ці колективи прагнули збирати та відтворювати фольклор.
Усе змінилося, коли у 2004 спеціально для проєкту «Україна містична» виник етно-гурт ДахаБраха. Спочатку це були солістки гурту «Кралиця» (кер. Іван Сінельніков), що поєднували спів із грою на музичних інструментах. Пізніше до них приєднався Марко Галаневич. У 2020 році гурт отримав Шевченківську премію за свій альбом «Шлях».
«Україна містична» — проєкт, який розпочав Влад Троїцький у переддень Помаранчевої революції. До проекту увійшли три вистави за п'єсами Шекспіра "Пролог до «Макбета», «Річард III» та «Король Лір» з наскрізною темою одержимої, кривавої боротьби людини за владу. Гуртові «ДахаБраха» була відведена провідна роль передачі української тональності універсальних подій, описаних англійським драматургом.
Проєкт «Україна містична» мав амбіцію створення театральними засобами нового міфу України про саму себе. При цьому «не продовжувати етнографічну інерцію, яка полягає в консервації старих зразків виконання, а спробувати напряму доторкнутися до живої енергії традиції, запустити потік новотворення». Так і виник унікальний стиль гурту етно-хаос, який, за їхнім формулюванням, «розхитує усталене, зміщує звичні акценти, експериментує з формою заради точнішої, сугестійної трансляції глибинного смислу».
З 2007 року ЦСМ «ДАХ» головний організатор міжнародного фестивалю сучасного мистецтва ГогольFest. Це міжнародний мультидисциплінарний фестиваль сучасного мистецтва, що складається з театральної, музичної, візуальної, освітньої та дитячої програм, а також поєднує їх між собою. Ідея Троїцького й полягала у поєднанні різних видів мистецтва та одночасно створення події, яка була б освітнім майданчиком. 12 років поспіль фестиваль ГогольFest проходив у Києві та відкривав головні культурні центри столиці: спочатку у Мистецькому Арсеналі, потім у студії Довженка (2010), з 2012 по 2014 рік — це була територія колишнього Експериментально-механічного заводу на Видубичах. 2015 року «ГогольFEST» перебрався на територію ВДНГ, 2016 — до «Артзаводу „Платформа“» на Лівому березі.
Фестиваль увійшов у топ-фестивалів Європи за оцінкою Європейської асоціації фестивалів.

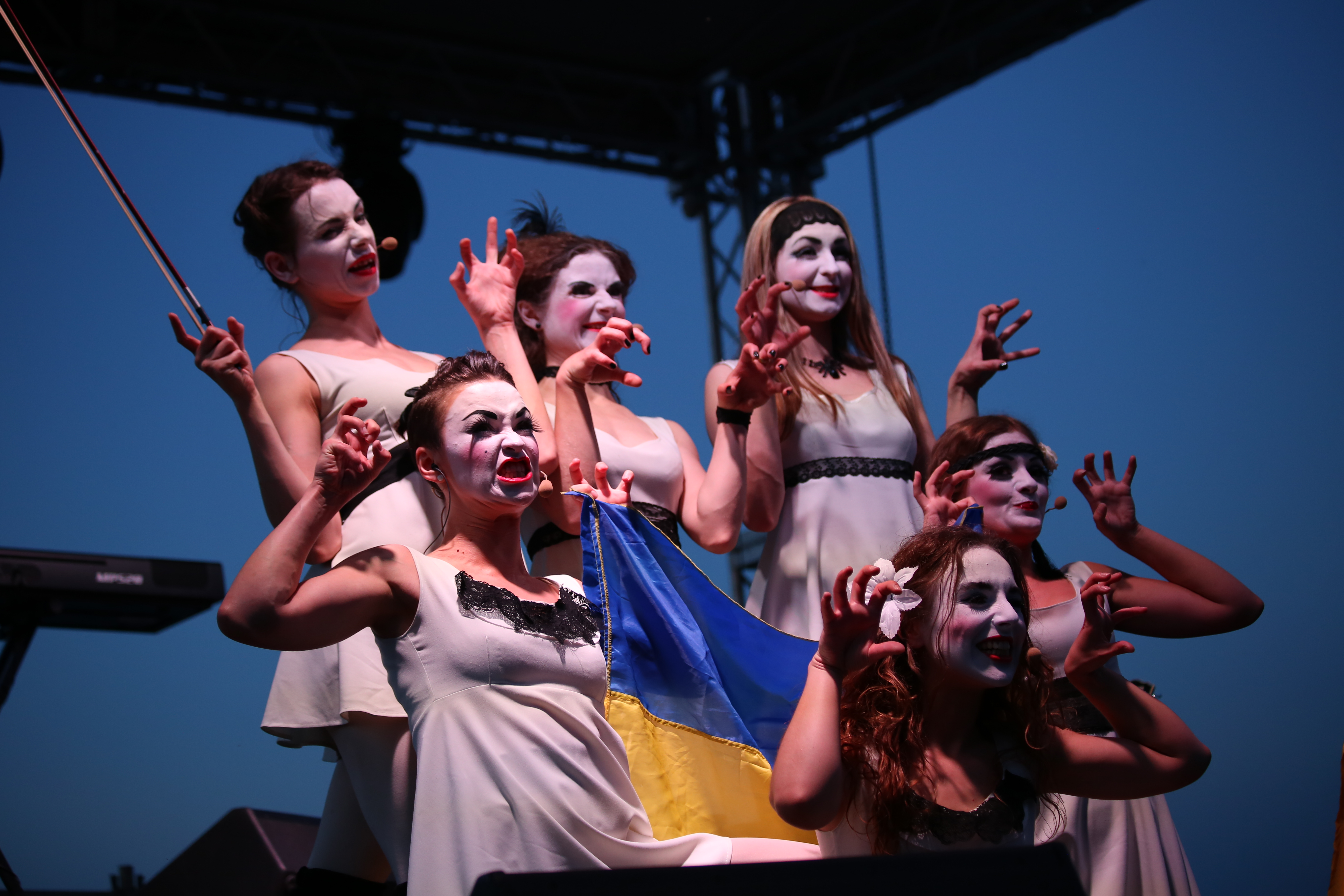
Гурт «Dakh Daughters», 2014

Як зазначено на сторінці фестивалю у соцмережах:
ГОГОЛЬFEST — це спроба знайти форму, здатну зачинати нове художнє життя, форму, яка відповідатиме вимогам часу. Це можливість виникнення в Україні нової генерації митців світового значення.
У 2012 заснований музичний гурт Dakh Daughters. Гурт став відомим напередодні Революції гідності завдяки кліпу «Rozy/Donbass». У ньому поєднано 35-й сонет Шекспіра, українські народні пісні, нарочито театральний пафос. У складі гурту 7 дівчат, які загалом використовують різні музичні інструменти (загалом 15 інструментів): контрабаси, віолончелі, фортепіано, маракаси, гітару, скрипку, барабани, ксилофон, акордеон, губну гармоніку та бубни. При чому, музикантки постійно міняються ними.
У 2014 році на черговому ГОГОЛЬFEST Влад Троїцький презентував імпровізаційну оперу «Коріолан». За рік до нього приєдналися композитори Роман Григорів та Ілля Разумейко. Влітку 2015-го протягом трьох тижнів була створена опера-реквієм «IYOV», базована на біблійних текстах — Книзі Йова із Старого Заповіту. У 2018 році «IYOV» увійшов до десятка найкращих опер у світі за версією Music Theatre NOW. У 2020-му Владислав Троїцький, Роман Григорів та Ілля Разумейко стали лауреатами Шевченківської премії за цю оперу.
Упродовж шести років це музичне об'єднання створило близько десяти різноманітних опер та декілька масштабних перфомансів, як, скажімо, гранд-опера «Νερό»(Nero) на фестивалі StartupГогольFest в Маріуполі у 2019 році. Дійство відбулося на Азовському судноремонтному заводі із залученням кранів та погрузчиків. У ній «звуки працюючого заводу стають частиною поліфонічного полотна, а декораціями є індустріальний ландашфт, море та візуальні інсталяції художників».
У 2016 заснований соціальний рейв гурту «ЦеШо».

На запитання про те, як він став тим, ким є зараз, ідейний натхненник, режисер та засновник театру Владислав Троїцький в інтерв'ю відповідає:
— Бог його зна, як я став тим, ким я є. Просто, мабуть, маю властивість бачити світ. А крім того, дуже часто змінював своє життя. Спочатку займався наукою, потім бізнесом, далі — театром як театром, а потім як об'ємним соціально-утворюючим простором. Бо театр — це простір, який може генерувати смисли свободи. Адже люди, котрі здатні постійно займатись театром, можуть створювати інший світ. Той, у якому можна всерйоз говорити про пафосні речі, про які в звичайному житті говорити нестерпно і не прийнято.

## Репертуар
- «Майже вистава майже за Піранделло. Реанімація»

За творами Луїджі Піранделло
Режисер-постановник — Владислав Троїцький
- «Человек-подушка»

За п'єсою М. Макдонаха
Режисер-постановник — Владислав Троїцький (прем'єра 22 лютого 2009 р.)
- «Театр Медеї»

За п'єсою КЛІМа
Режисер-постановник — Владислав Троїцький (прем'єра 21 лютого 2009 р.)
- «Бесхребетность. Вечер для людей с нарушенной осанкой»

За п'єсою І. Лаузунд
Режисер-постановник — Владислав Троїцький (прем'єра — 13 березня 2008 р.)
- «Психоз 4.48»

За п'єсою Сари Кейн
Режисер-постановник — Владислав Троїцький (прем'єра — січень 2008 р.)
- «АннА»

За п'єсою Ю. Клавдієра
Режисер-постановник — Владислав Троїцький (прем'єра- грудень 2007 р.)
- «Любовний вертеп, або Український декамерон»

За п'єсою КЛІМа
Режисер-постановник Владислав Троїцький.
- «Женитьба», За п'єсою Миколи Гоголя

Режисер-постановник Владислав Троїцький
- Проєкт «Україна містична»

Пролог до «Макбета» (містеріальне дійство).
За участі «ДахаБраха» етнохаос гурту.
Режисер-постановник Владислав Троїцький.
- Проєкт «Україна містична»

Друга частина «шекспірівського» циклу
- «Річард III. Пролог» за участі «ДахаБраха» — етнохаос гурту

Режисер-постановник Владислав Троїцький
- Проєкт «Україна містична»

Третя частина «шекспірівського» циклу
«Король Лір» за участі «ДахаБраха» — етнохаос гурту
режисер-постановник Владислав Троїцький
- Проєкт Владислава Троицкого по п'єсам КЛИМа

«…семь дней с идиотом…» или несуществующие главы романа Ф. М. Достоевского «Идиот»:
- день первый «…печальный спектакль…»

По пьесе КЛИМа «…Оно…он…я…»
Режиссер-постановщик Владислав Троицкий
- день второй «…Толкователь Апокалипсиса….»

По пьесе КЛИМа
Режиссер-постановщик Владислав Троицкий
- день третий «…Падший Ангел…»

По пьесе КЛИМа «…Я…ОНА… ОНИ…ОН… или ПАДШИЙ АНГЕЛ»
Режиссер-постановщик Владислав Троицкий
- день четвертый «…Бес-сон-Ницца…»

По пьесе КЛИМа «Бес-сон-Ницца. и был вечер и было утро: день четвертый» режиссер-постановщик Владислав Троицкий.
- день восьмой «…Идиот…»

по одноименной пьесе КЛИМа
Режиссер-постановщик Владислав Троицкий
- «DREAMS OF THE LOST ROAD»

Режисер-постановник — Владислав Троїцький за участю ДахаБраха — етно-хаос гурту
- «PROTECTION»

За п'єсою Ані Гіллінг
Режисер-постановник — Варвара
- «БРИДКИЙ»

За п'єсою Маріуса фон Маєнбурга
Режисер-постановник — Владислав Троїцький
- «ЕДІП. СОБАЧА БУДКА»

За п'єсами: Софокл «Едіп Цар» (в перекладі Івана Франка)
KLIM «Собача будка. Антиутопія з життя мовчазної більшості»
Режисер-постановник — Владислав Троїцький
- «KLIM SLOW ART SET», за п'єсами КЛІМа
- «Сон Аліси», за п'єсою КЛІМа
- «Парадокси злочину», за п'єсою КЛІМа
- «Анна Кареніна», за п'єсою КЛІМа

## Трупа
| 1994—2004 | 2002—2014 | 2016 — до тепер |
| --- | --- | --- |
| - Владислав Троїцький - Тетяна Василенко - Анатолій Георгійович Черков - Олена Лєснікова - Олексій Іллюченко - Віктор Охонько - Наталія Перчишена - Анна Кузіна - Олександр Прищепа - Олена Кушнирьова - Юліана Лагоденко - Людмила Плетенецька - Артем Алексін - Павло Бекетов - Тетяна Надєл - Олег Зайцев - Олександр Снігуровський - Анна Рибак - Тетяна Терещенко - Павло Юров | - Тетяна Троїцька - Ірина Горбань - Марко Галаневич - Наталка Біда - Дмитро Ярошенко - Ігор Постолов - Соломія Мельник - Володимир Міненко - Руслана Хазіпова - Вишня - Zo - Ніна Гаренецька - Олена Цибульська - Ірина Коваленко - Вікторія Литвиненко - Роман Ясіновський - Дар'я Бондарева - Дмитро Костюминський - Василь Білоус - Олександра Олійник - Анна Нікітіна - Віра Климковецька - Тетяна Гаврилюк - Марія Волкова - Ліда Петрова - Анна Бреус - Анна Хохлова - Анастасія Шевченко - Сергій Довголюк - Андрій Душний - Микола Бондарчук - Олексій Нужний - Мамант - Максим Демський - Наталія Перчишена - Андрій Палатний - Ганна Охрімчук - Сергій Охрімчук - Євген Баль - Семен Мозговий | - Тетяна Троїцька - Олена Лєснікова - Андрій Палатний - Віра Климковецька - Ігор Димов - Семен Кислий - Володимир Лютіков - Володимир Руденко - Олександра Індік - Олександр Мартиненко - Маруся Іонова, - Марічка Штирбулова - Катерина Петрашова - Надія Голубцова - Ігор Митальников - Владислав Гоголь - Соня Баскакова - Микола Стефаник - Христина Слободянюк |